# 加藤英司
加藤秀司（日语：／ Katō Hideji，1948年5月24日—），1979年至1987年的球員登錄名加藤英司，為日本的棒球選手、教練，出生於靜岡縣榛原郡川崎町（現：牧之原市）。他曾效力於日本職棒阪急勇士隊（1969 - 1982）、廣島東洋鯉魚隊（1983）、近鐵猛牛隊（1984 - 1985）、讀賣巨人隊（1986）及南海鷹隊（1987），於1987年退休，生涯共擊出347支全壘打。